# Norac Domagoj
Norac Domagoj je chorvatský basketbalista hrající českou Národní basketbalovou ligu za Brněnský basketbalový klub. Hraje na pozici rozehrávače.
Je vysoký 180 cm, váží 76 kg.

## Kariéra v NBL
- 2006 - 2007 : Brněnský basketbalový klub

## Statistiky
| Sezóna   | Soutěž      | Odehrané minuty | Průměr na zápas | Body | Průměr na zápas |
| -------- | ----------- | --------------- | --------------- | ---- | --------------- |
| 2006/07* | Mattoni NBL | 35.7            | 8.9             | 13   | 3.3             |

```
*Rozehraná sezóna - údaje k 20.1.2007 
```